# 水野朔
水野朔（日语：／ Mizuno Saku，1999年9月29日—）是日本女性聲優，Sony Music Artists所屬。

## 經歷
2016年於Sony Music Artists主辦的動畫試音會開始演藝活動，其後參演舞台及新世代聲優企劃「BATON=RELAY」。
2018年在YouTube開始上傳唱見影片。
2021年於動畫《SELECTION PROJECT》出演花野井玲那，首次參演動畫要角。

## 出演作品
※粗體字為主要角色

### 電視動畫
2021年
- 青梅竹馬絕對不會輸的戀愛喜劇（女子）
- SELECTION PROJECT（花野井玲那[2]）

2022年
- 天才王子的赤字國家重生術（侍者）
- 打工吧！！魔王大人（店員、Docodemo職員）
- 後宮之烏（柳壽雪[3]）
- 孤獨搖滾！（山田涼[4]）

2023年
- 公司的小小前輩（女性社員B）
- 想當冒險者前往都市的女兒成為S級（莎夏·柏爾德[5]）
- 家裡蹲吸血姬的鬱悶（蒂歐·費列特[6]）

2024年
- 搖曳露營△ SEASON3（小川香織）
- 【我推的孩子】 第2期（吉富粉雪）
- 身為VTuber的我因為忘記關台而成了傳說（彩真白[7]）

2025年
- 直至魔女消逝（可可．羅森）
- 身為暗殺者的我明顯比勇者還強（艾蜜莉亞·羅絲寇茲[8]）

### 劇場動畫
2020年
- 海邊的異邦人（女性客）

2024年
- 劇場總集篇孤獨搖滾！ Re:（山田涼[9]）
- 劇場總集篇孤獨搖滾！ Re:Re:（山田涼[9]）

### 遊戲
2020年
- BATON=RELAY（廣瀨晶[10]）
- 白貓Project（ディアイゼ）

2022年
- 怪物彈珠 (2022年 - 2025年 小桐朔乃[11]、浮士德〈葛麗卿〉[12]、物干竿)
- 閃耀幻想曲（山田涼[13]）

2025年
- 絕區零（薇薇安·班希）
- 伊瑟（水月真）

### 舞台
- （2018年12月12日－20日）

## 音樂唱片分類

### 角色歌
| 發售日   | 商品名                               | 演唱者                     | 曲名                                | 備註                          |
| 2021年   | 2021年                               | 2021年                     | 2021年                              | 2021年                        |
| -------- | ------------------------------------ | -------------------------- | ----------------------------------- | ----------------------------- |
| 10月27日 | SELECTION PROJECT 主題曲CD           | 9-tie                      | 「Glorious Days」                   | 《SELECTION PROJECT》的主題曲 |
| 10月27日 | SELECTION PROJECT 主題曲CD           | 9-tie                      | 「Only one yell」                   | 《SELECTION PROJECT》的片尾曲 |
| 10月27日 | SELECTION PROJECT 主題曲CD           | 9-tie                      | 「SELECTION HEROINE」               | 《SELECTION PROJECT》相關曲目 |
| 12月22日 | SELECTION PROJECT ユニットソングCD   | 9-tie                      | 「Naked Blue」 「いつか かなう 夢」 | 《SELECTION PROJECT》劇中曲   |
| 12月22日 | SELECTION PROJECT ユニットソングCD   | Suzu☆Rena                  | 「B.B」                             | 《SELECTION PROJECT》劇中曲   |
| 12月22日 | SELECTION PROJECT BD・DVD第1卷特典CD | Suzu☆Rena                  | 「Masquerade」                      | 《SELECTION PROJECT》相關曲目 |
| 12月22日 | SELECTION PROJECT BD・DVD第1卷特典CD | 花野井玲那（水野朔）       | 「Only one yell」                   | 《SELECTION PROJECT》相關曲目 |
| 2022年   |                                      |                            |                                     |                               |
| 10月12日 | 青春情結                             | 團結樂團                   | 「青春情結」                        | 《孤獨搖滾！》片頭曲          |
| 10月12日 | 青春情結                             | 團結樂團                   | 「孤獨東京」                        | 《孤獨搖滾！》相關曲目        |
| 12月28日 | 團結樂團                             | 團結樂團－山田涼（水野朔） | 「Karakara」                        | 《孤獨搖滾！》片尾曲          |

## 註解
1. ↑  美山鈴音（矢野妃菜喜）、花野井玲那（水野朔）、濱栗広海（南雲希美）、今鵜凪咲（荒井瑠里）、八木野土香（羊宮妃那）、淀川逢生（岩橋由佳）、小泉詩（白河水菜）、山鹿栞（花井美春）、當麻真子（下地紫野）
2. ↑  美山鈴音（矢野妃菜喜）、花野井玲那（水野朔）
3. ↑  喜多郁代（長谷川育美）、和聲：山田涼（水野朔）

## 外部連結
- 水野朔 | Sony Music Artists （页面存档备份，存于）（日語）
- 水野朔的X（前Twitter）
- 水野朔的Instagram帳戶